# Karl von Stürgkh
Hrabě Karl von Stürgkh (30. října 1859 Štýrský Hradec (Graz) – 21. října 1916 Vídeň) byl rakousko-uherský šlechtic a politik, v letech 1911–1916 předseda předlitavské vlády (vláda Karla Stürgkha), předtím ministr kultu a vyučování Předlitavska a poslanec Říšské rady. Byl zabit při atentátu v roce 1916.

## Život

### Mládí, studium, úřednická dráha
Narodil se v rakouském Štýrském Hradci ve šlechtické rodině, jež pocházela původně z Bavorska, do Štýrska však rod přesídlil již v 16. století. Vystudoval práva a vstoupil do státních služeb. Od roku 1886 pracoval na tehdejším Ministerstvu kultu a vyučování, kde měl na starosti problematiku středního školství. V roce 1894 byl jmenován dvorním radou.

### Poslancem Říšské rady
Ve volbách roku 1891 byl jako držitel velkostatků zvolen za poslance Říšské radě (celostátní zákonodárný sbor), kde reprezentoval kurii svěřeneckého velkostatku ve Štýrsku. Poslanecký slib složil 16. dubna 1891, rezignaci na mandát oznámil na schůzi 21. února 1895. Na poslaneckém křesle ho pak nahradil Edmund Attems. Ve volbách roku 1897 se ovšem do Říšské rady vrátil (opět za velkostatkářskou kurii ve Štýrsku) a opětovně byl zvolen i ve volbách roku 1901. Ve vídeňském parlamentu setrval do konce funkčního období sněmovny, tedy do roku 1907. Zasedal ve skupině Spojené německé levice, která se později rozpadla, načež vstoupil do Strany ústavověrného velkostatku a stal se jedním z jejích vůdců.
Jako parlamentní předák se podílel na opoziční agitaci proti vládě Alfreda Windischgrätze, vládě Kazimíra Badeniho a vládě Franze Thuna. Když Windischgrätzova vláda vydala souhlasné stanovisko k slovinskému školství v aplských zemích, vystoupil dokonce coby dvorní rady demonstrativně ze služeb ministerstva kultu a vyučování. Profiloval se jako zastánce centralizovaného rakouského státu, odmítal státoprávní a autonomistické aspirace neněmeckých etnik a podílel se na vypracování programové platformy rakouských Němců (Svatodušní program).
Po zavedení všeobecného hlasovacího práva ve volbách roku 1907 coby konzervativní, centralisticky orientovaný šlechtic a odpůrce demokratického volebního systému propadl. Císař František Josef I. ho však v únoru 1907 poté povolal do Panské sněmovny (horní jmenovaná komora Říšské rady).

### Ministrem kultu a vyučování
Teprve pak ale jeho politická kariéra vyvrcholila. Nejprve se ve vládě Richarda Bienertha a pak i následné vládě Paula Gautsche stal ministrem kultu a vyučování Předlitavska. Funkci zastával v období 10. února 1909 – 3. listopadu 1911.
Coby ministr musel paradoxně čelit kritice německých nacionálních stran pro své kroky. První předlohou, kterou v parlamentu musel obhajovat, byl vládní záměr na zřízení italské právnické fakulty.

### Ministerským předsedou

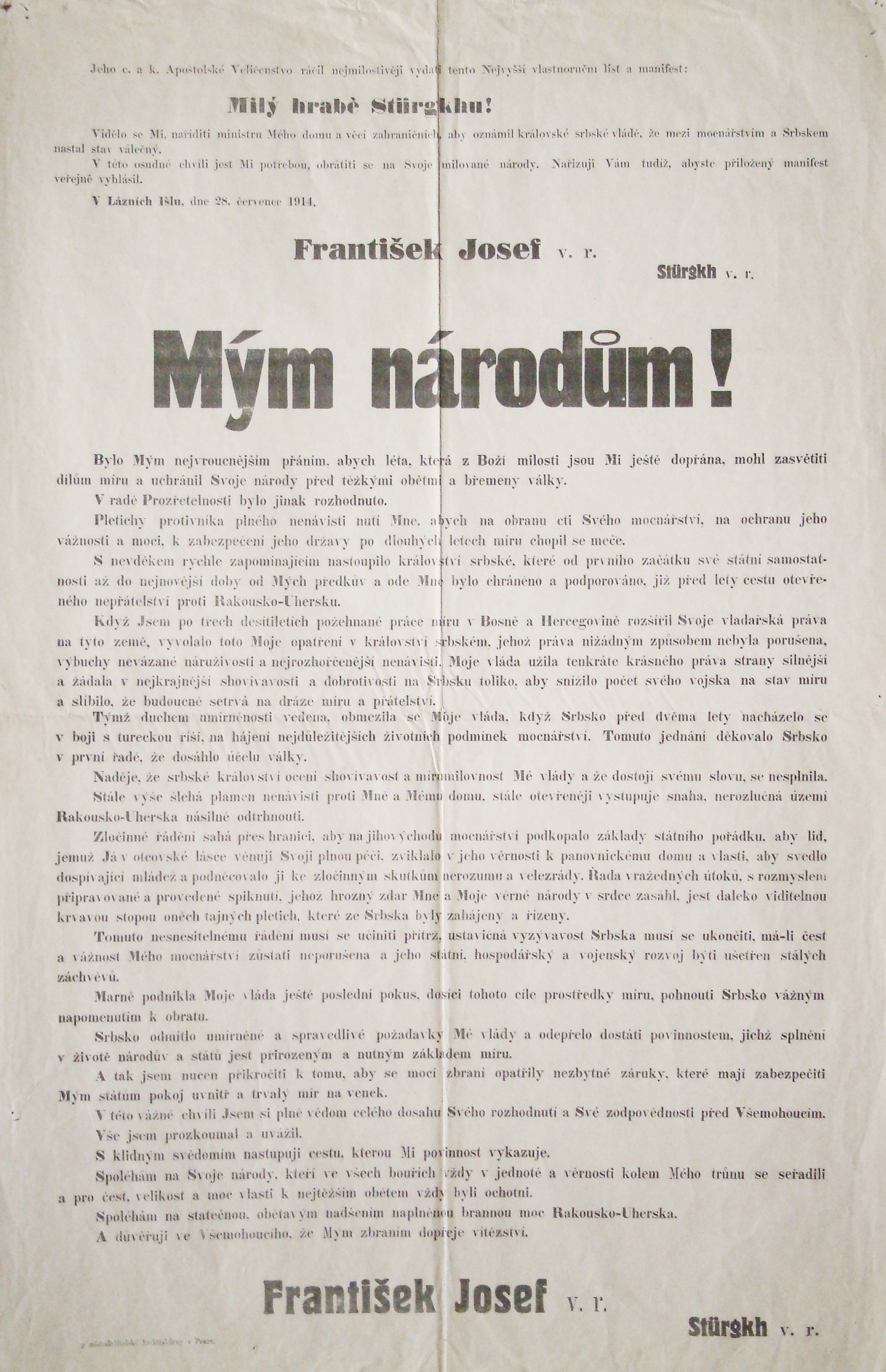
Manifest Františka Josefa I., vyhlašující 1. světovou válku, adresovaný hraběti von Stürgkhovi

Ihned poté, co opustil ministerskou funkci, byl sám pověřen sestavením vládního kabinetu, který jako vláda Karla Stürgkha existoval od 3. listopadu 1911. Moci se ujal v době, kdy po volbách do Říšské rady roku 1911 byl předlitavská politická scéna mimořádně roztříštěná a polarizována mezi četnými etnickými a ideologickými frakcemi. Stürgkh jako štýrský šlechtic sestavil novou vládu jako ryze úřednickou, nestranickou a působící nad stranami. Historik Otto Urban označuje Stürgkhovu vládu jako vládu zásadního neřešení problémů. I tak se jí podařilo vytrvat u moci téměř pět let, což v tehdejší rakouské politice nebylo běžné. V létě roku 1912 se Stürgkhovi podařilo v parlamentu prosadit klíčové vojenské předlohy a mobilizační zákony (podpořila je i velká část českých poslanců, v jeho kabinetu zasedali i dva ministři českého původu). Vláda dokázala přežít i složité mezinárodněpolitické období (balkánské války). Nikdy se ale nemohla opřít o formální trvalou parlamentní většinu a nepodařilo se jí ani pokročit v otázce česko-německého smíru. Naopak, v létě roku 1913 vydala takzvané Anenské patenty, kterými byl Český zemský sněm (zablokovaný česko-německou rivalitou) trvale vyřazen z provozu a místo něho nastoupila zemská správní komise. Česká politická reprezentace pak přenesla svůj odpor proti eliminaci zemské samosprávy na Říšskou radu. Když se ovšem Češi v březnu 1914 chystali na další kolo obstrukcí na Říšské radě, nechal ji Stürgkh odročit. Vzhledem k následnému vypuknutí první světové války byl předlitavský parlament odročen až do roku 1917.
Po atentátu na Františka Ferdinanda d'Este v Sarajevu v červnu 1914 byl Karl von Stürgkh stoupencem vyhlášení války Srbsku spolu např. s náčelníkem generálního štábu armády Franzem Conradem von Hötzendorfem, patřil k tzv. válečnému křídlu vídeňské vlády. 25. července 1914 byla v Předlitavsku pozastavena parlamentní vláda a kabinet fungoval prostřednictvím vládních nařízení až do roku 1917.
Za první světové války musela Stürgkhova vláda řešit mimořádné úkoly vyplývající z válečné situace, jako rozvrat ekonomiky a zásobování obyvatelstva, včetně sociální radikalizace. Centrum moci se zároveň posouvalo směrem k vojenským kruhům.

### Obětí atentátu
21. října 1916, krátce před smrtí císaře Františka Josefa I., byl Karl von Stürgkh zastřelen při atentátu sociálním demokratem Friedrichem Adlerem. Adler byl za tento čin odsouzen k trestu smrti, který mu ale byl odpuštěn při velké amnestii po nástupu nového císaře Karla I.
Z jeho tří mladších bratrů vynikl Josef (1862–1946), který v rakousko-uherské armádě dosáhl hodnosti generála pěchoty a uplatnil se také v diplomacii. 